# Agydopping naplók
Az Agydopping naplók (eredeti cím: The Adderall Diaries) 2015-ben bemutatott amerikai film, amelyet Pamela Romanowsky rendezett és írt.
A producerei Vince Jolivette, James Franco, James Reach, Joseph McKelheer és Marni Zelnick. A főszerepekben James Franco, Ed Harris, Amber Heard, Jim Parrack és Timothée Chalamet láthatók. A film zeneszerzője Michael Andrews. A film gyártója a Rabbit Bandini Productions, a Wildwood Enterprises, Inc és a Windowseat Entertainment, forgalmazója az A24. Műfaja bűnügyi film és thriller film.
Amerikában 2015. április 16-án mutatták be a Tribeca Filmfesztiválon.

## Szereplők
| Szereplő | Színész             | Magyar hang     |
| --- | ------------------- | --------------- |
| Stephen Elliott | James Franco        | Varga Gábor     |
| Stephen kamaszként | Timothée Chalamet   | Czető Ádám      |
| Neil Elliott | Ed Harris           | Epres Attila    |
| Lana Edmond | Amber Heard         | Csifó Dorina    |
| Hans Reiser | Christian Slater    | Forgács Péter   |
| Roger | Jim Parrack         | Varga Rókus     |
| Josh | Wilmer Valderrama   | Seder Gábor     |
| Jen Davis | Cynthia Nixon       | Bertalan Ágnes  |
| Hírbemondó | Gabriela Fresquez   | Kis-Kovács Luca |
| Doug | Raymond T. Williams | Szabó Máté      |
| Ügyész | TBA                 | Bartók László   |
| Stephen anyja | TBA                 | Sági Tímea      |
| További magyar hangok |                     |                 |
| Berecz Kristóf Uwe, Bor László, Csúz Lívia, Kántor Zoltán, Kapácsy Miklós, Lipcsey Colini Borbála, Mohácsi Nóra, Pál Dániel Máté, Pál Zsófia, Papucsek Vilmos, Potocsny Andor, Pupos Tímea, Renácz Zoltán |                     |                 |